# Соперничество футбольных клубов «Зенит» (Санкт-Петербург) и «Локомотив» (Москва)
Соперничество «Зенита» и «Локомотива» — значимое в российском футболе противостояние между клубами «Зенит» и «Локомотив». Ведущее спортивное издание России «Спорт-Экспресс» в одной из своих публикаций окрестило игры команды в Петербурге «битвами», а защитник «Зенита» Дуглас Сантос в интервью обозначил железнодорожников в числе наиболее принципиальных соперников своего клуба. Высказываются мнения, что именно встречи этих двух клубов являются «битвой двух столиц». Юрий Сёмин называл матчи «Локомотива» против «Зенита»  особенными. Оба клуба стабильно входят в первую пятерку российских команд по количеству болельщиков, как по результатам опросов, так и по данным поисковых систем и социальных сетей.
История соперничества ведёт своё начало с 27 сентября 1938 года, когда команды на поле ленинградского «Стадиона им. В. И. Ленина» встретились в 4 туре Группы «А» чемпионата СССР по футболу 1938 года. Победу со счётом 4:1 одержали москвичи.
По состоянию на 27 октября 2024 года клубы провели друг против друга в официальных матчах (чемпионате СССР, российской Премьер-лиге, Кубке СССР, Кубке России, Суперкубке России) 124 встречи, в которых 44 матча выиграл «Зенит», 42 — «Локомотив», 38 игр завершились вничью.

## История соперничества

### 1938—1991

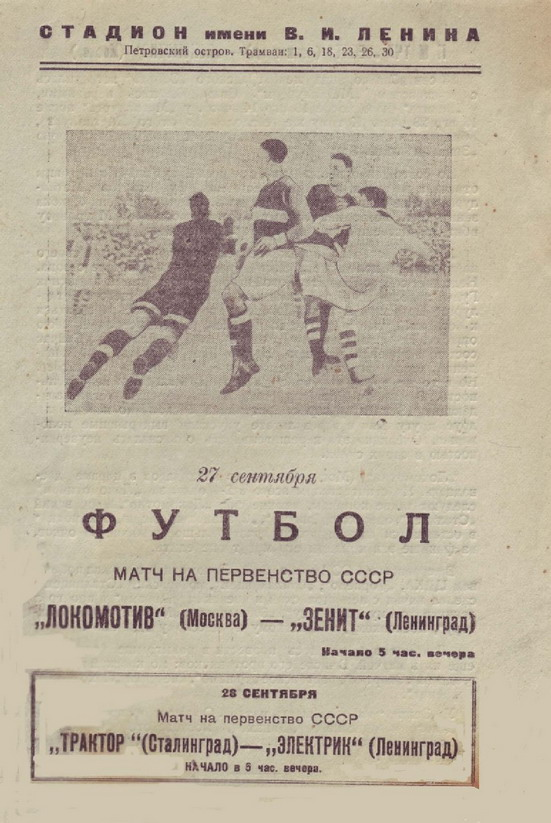
Афиша матча Чемпионата СССР по футболу «Зенит» — «Локомотив». 27 сентября 1938 года

На протяжении советского периода истории ни «Зенит», ни «Локомотив» не являлись наиболее титулованными и результативными клубами в Чемпионате СССР и кубковых турнирах. По мнению некоторых авторов, оба клуба в то время обладали весьма ограниченными ресурсами и возможностями для комплектования составов. В результате с 1936 по 1992 год ленинградский клуб выиграл 3 титула, а железнодорожники — 2. При этом в сводной таблице чемпионата СССР за всю историю «Зенит» на седьмом, а «Локомотив» на одиннадцатом месте по набранным очкам и количеству одержанных побед. Счёт противостояния на этом этапе: 24 победы «Зенита», 14 ничьих, 24 победы «Локомотива», разница мячей 96—87 в пользу клуба с берегов Невы.
Первый матч «Зенита» и «Локомотива» состоялся 27 сентября 1938 года на «Стадионе им. В. И. Ленина». Согласно принятой руководством футбольного клуба «Зенит» версии, он ведет свою историю от команды «Сталинец». Игроки последнего в феврале 1939 года в рамках реорганизации управления промышленностью и передачи Ленинградского металлического завода в ведение Наркомата вооружений были переведены в ДСО «Зенит», то есть состав «Сталинца» влился в команду другой уже существовавшей организации. Если следовать данной версии происхождения, то первый матч «Сталинец» — «Локомотив» состоялся немного раньше — 20 июля 1938 года также на «Стадионе им. В. И. Ленина» и закончился победой хозяев со счетом 2:1, а счет противостояния за советский период: 25 побед «Зенита», 6 ничьих, 23 победы «Локомотива» при разнице мячей 99—86.

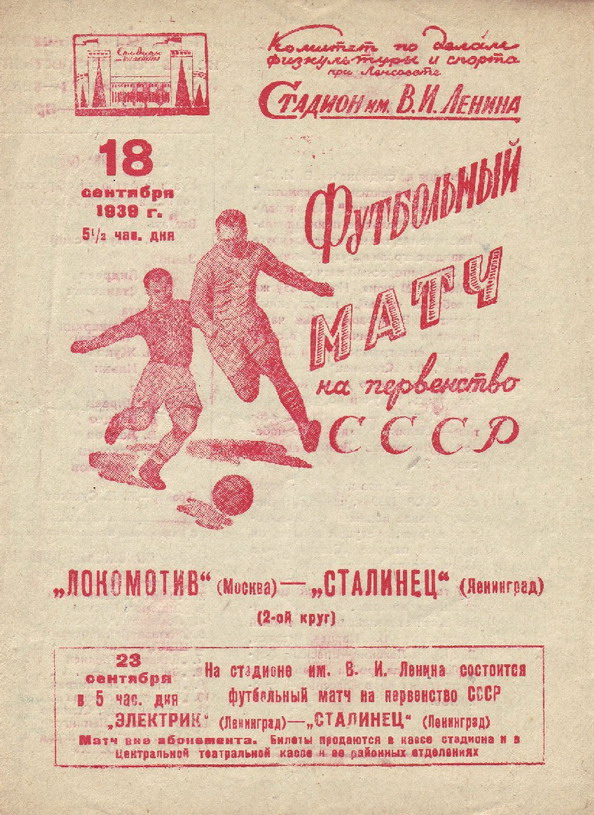
Афиша матча Чемпионата СССР по футболу «Сталинец» — «Локомотив». 18 сентября 1939 года

Первые два матча команд (оба проходили в Ленинграде) завершились победами москвичей с общим счетом 5:1. После этого зенитовцы обыграли «Локомотив» в следующих четырёх матчах, три из которых прошли в столице. Ленинградцы забили москвичам 20 голов и трижды разгромили соперника — 6:1 и 6:2 (оба раза в гостях), а также 4:0 дома. Тогда же были сделаны первые хет-трики в истории соперничества — отличились игроки «Зенита» Евгений Одинцов и Иван Комаров. Затем была уже серия из четырёх побед железнодорожников, включая крупную победу — 6:1. После этого снова наступил черед ленинградцев, которые в 1950—1953 годах провели также серию из четырёх победных игр, включая разгром 4:0 и ещё один хет-трик (третий по счёту для зенитовцев), исполненный Петром Катровским. Продолжительность беспроигрышной серия ленинградцев первой половины 1950-х годов в сумме составила 8 матчей, включая 5 побед и 3 ничьи с разностью мячей 13:2, что является рекордом для советского периода соперничества.
Следом «Локомотив» совершил свою серию успехов. Вторая половина 1950-х, когда железнодорожники переживали подъём, включавший серебро чемпионата 1959 года и победу в Кубке СССР 1957, стала периодом доминирования московской команды. За 11 встреч москвичи выиграли 6 раз, 4 раза сыграли вничью, один раз победу одержали ленинградцы. Тогда же случился первый в истории противостояния хет-трик железнодорожников, автором которого стал Виктор Ворошилов. 21 августа 1958 года на стадионе имени Кирова был сыгран самый результативный матч в истории соперничества, а железнодорожники одержали вторую самую крупную победу (с разницей в 5 мячей), по итогам матча на табло был счет 2:7 в пользу гостей. В начале 1960-х сильнее снова стала команда с берегов Невы, ей были одержаны три победы подряд, москвичи при этом не смогли распечатать ворота соперников. Затем «Локомотив» отличился серией из четырёх побед. В период с 1978 по 1988 год уже зенитовцы совершили серию из семи матчей без поражений, после чего московская команда провела 5 матчей без поражений (2 победы и 3 ничьи).

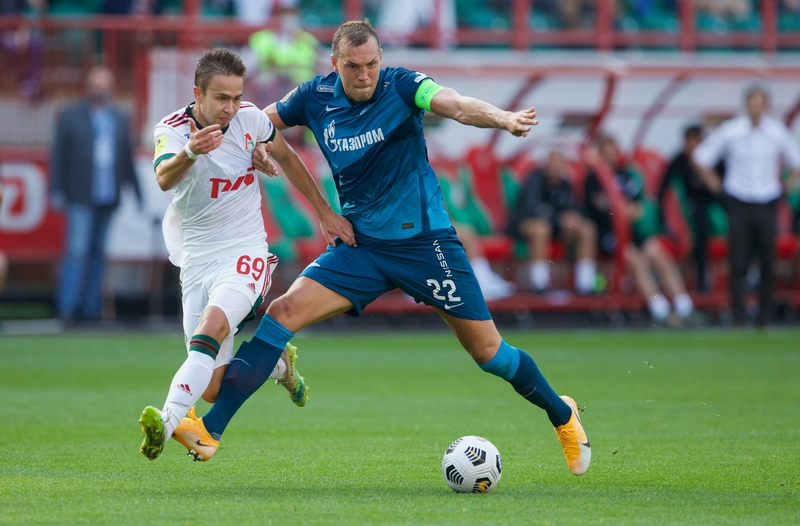
Эпизод матча «Локомотив» — «Зенит» 30 августа 2020 года

### Российский период истории (после 1991 года)
В постсоветский период оба клуба существенно улучшили свои спортивные результаты, завоевали более десятка трофеев каждый. В связи с этим выросло напряжение противостояния, внимание СМИ и болельщиков. Общая статистика российского этапа соперничества: 18 побед «Зенита», 23 ничьи, 16 побед «Локомотива», разница мячей 69—68 в пользу петербуржцев.
В начале 1990-х годов «Локомотив», возглавляемый Сёминым, начал восхождение к вершинам, завоевав несколько медалей чемпионата, а"Зенит" вылетел в первую лигу. В 1995 году «Зенит» вернулся в Высшую лигу. В том же году состоялась первая игра команд между собой в постсоветский период, в матче 1/16 финала кубка России, завершившемся со счётом 4:0 в пользу москвичей, Владимир Маминов совершил второй хет-трик москвичей в истории соперничества.

Первым же для клубов в чемпионатах России стал матч 4 мая 1996 года, который закончился со счетом 1:1 в присутствии 22 000 зрителей. В первых пятнадцати встречах российского периода «Зенит» одержал всего одну победу. При этом с 1998 по 2002 год включительно у железнодорожников длилась беспроигрышная серия (5 побед, 5 ничьих). С приходом в петербургский клуб Властимила Петржелы результаты клуба из «северной столицы» против железнодорожников улучшились, в 2003 году «Зенит» сумел прервать безвыигрышную серию выездных встреч, длившуюся 23 матча.

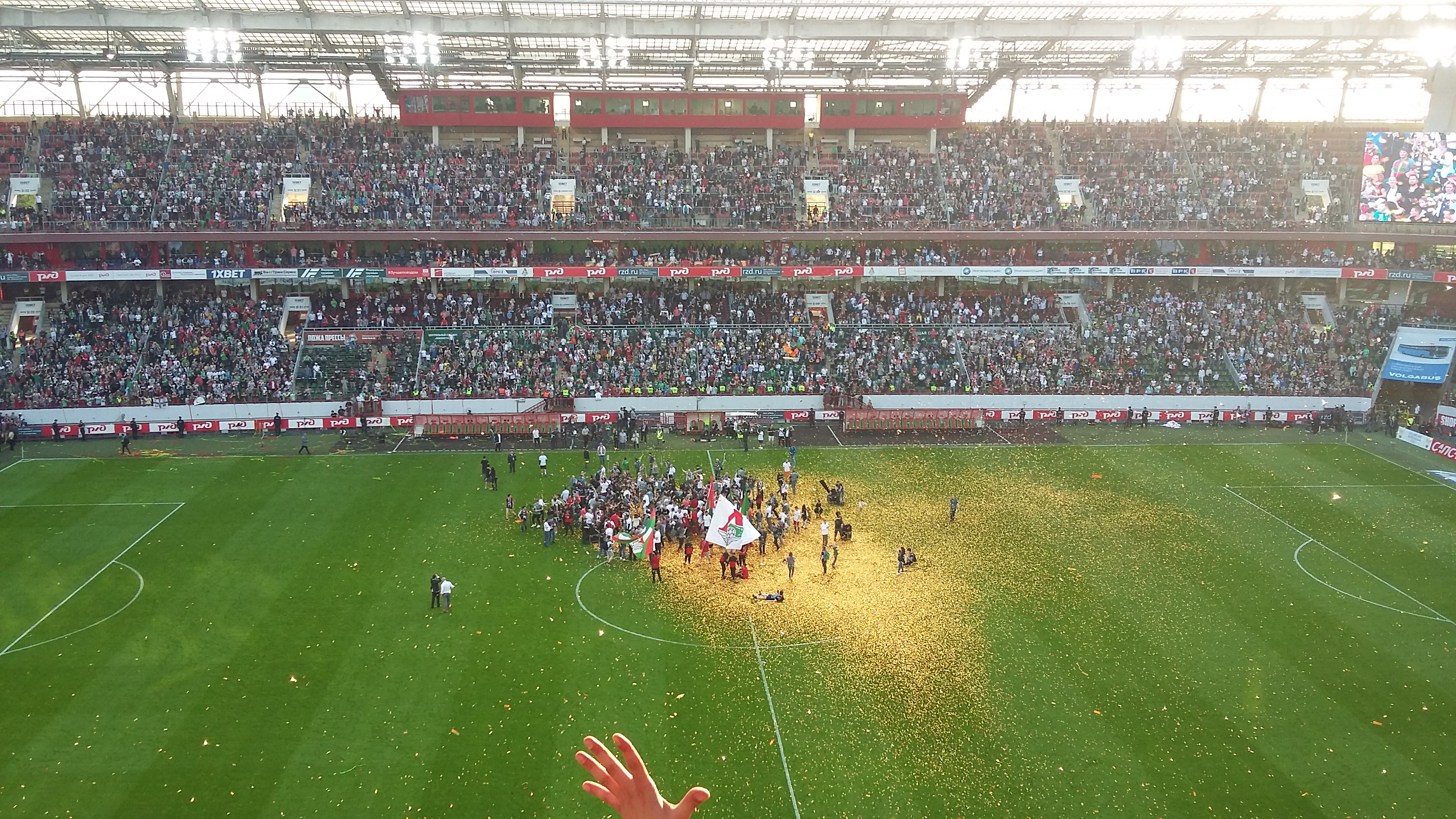
«Локомотив» празднует чемпионство после победы над «Зенитом» 1:0 5 мая 2018 года

Сначала «Локомотив», а затем «Зенит» закрепились в числе ведущих клубов российского футбола. Со временем спортивные результаты ит взаимоотношения фанатов сказались на восприятии матчей и в 2010-е годы пресса стала обозначать соперничество как принципиальное. Так противостояние «Локомотива» и «Зенита» 4 мая 2014 гола в 28-м туре называли «матч года», или «золотой матч», но по факту ни одна из указанных команд не смогла выиграть титул. Чемпионом стал ЦСКА. При этом в период со второй половины 2000-х по 2017 год в противостоянии существенное преимущество имел «Зенит», за это время в 20 играх в рамках чемпионатов России и Суперкубков страны было 10 побед петербуржцев, 8 ничьих и 2 победы москвичей. С сезона 2017/18 небольшое преимущество в противостоянии на стороне «Локомотива»: 5 побед красно-зелёных, 3 ничьи, 3 победы зенитовцев.
Со второй половины 2010-х годов спортивное противостояние достигло максимального накала. За период с 2015 по 2020 год «Локомотив» выиграл 1 титул чемпиона России, 4 Кубка России и 1 Супекубок России (итого 6 трофеев); «Зенит» за тот же отрезок — 4 чемпионата, 2 Кубка и 3 Суперкубка (всего 9 трофеев). В чемпионатах 2017/18 — 2020/21 железнодорожники заняли один раз первое и дважды второе место, а петербуржцы — пятое и трижды первое. При этом два года подряд в сезонах 2018/19 и 2019/20 «Зенит» и «Локомотив» занимали в чемпионате России первое и второе место соответственно. С 2019 года оба клуба трижды подряд стали участниками Суперкубка России.

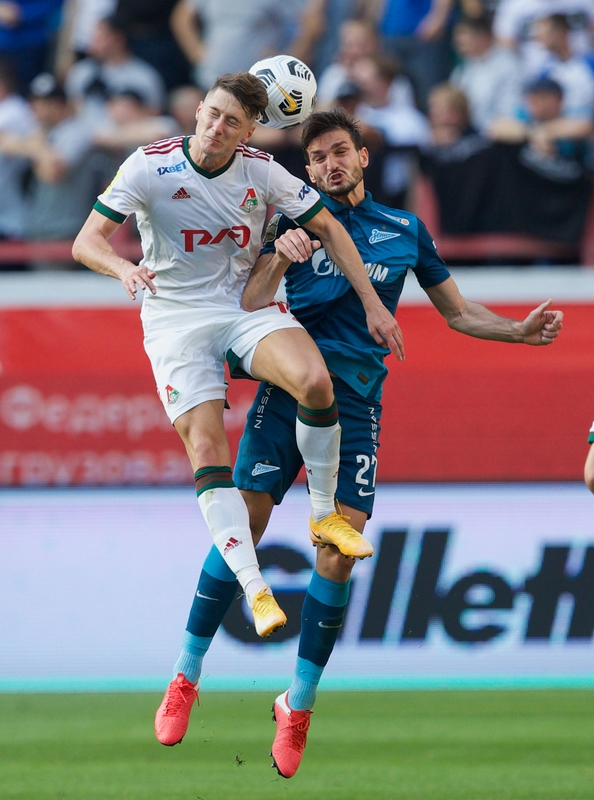
Эпизод матча «Локомотив» — «Зенит» 30 августа 2020 года

В последние несколько лет регулярно случаются напряженные матчи, так 28 сентября 2019 в рамках 11 тура РПЛ состоялась игра, в ходе которой было три спорных эпизода, включая один потенциальный, но не назначенный пенальти и два отмененных взятия ворот. В перерыве нападающий «Локомотива» Фёдор Смолов эмоционально заявил: «Еще бы нам против „Зенита“ засчитали гол. В принципе, можно второе место разыгрывать. Думаю, им отдавать первое и играть за второе. Календарь под них, мы играем то в 11 утра, то в 10 вечера. Игру они не переносят на один день». Матч закончился победой железнодорожников со счётом 1:0.
Два раза на матчи «Зенита» и «Локомотива» приходилось событие досрочного «оформления» чемпионского титула. 5 мая 2018 года железнодорожники победили на РЖД Арене со счётом 1:0 и выиграли титул за один тур до конца чемпионата, а 2 мая 2021 года петербуржцы ответили разгромом 6:1 на Газпром Арене и за два тура до завершения турнира стали чемпионами. Хет-трик оформил игрок «Зенита» Сердар Азмун. Последний матч был омрачён некорректными действиями правоохранительных органов по отношению к болельщикам «Локомотива».

### Наиболее значимые матчи
«Зенит» и «Локомотив» в своей истории 5 раз встречались в матчах за Суперкубок страны, дважды в очных поединках незадолго до завершения сезона решалась судьба чемпионского титула. В финале Кубка России команды пока что не сталкивались.

#### Суперкубок России по футболу 2008

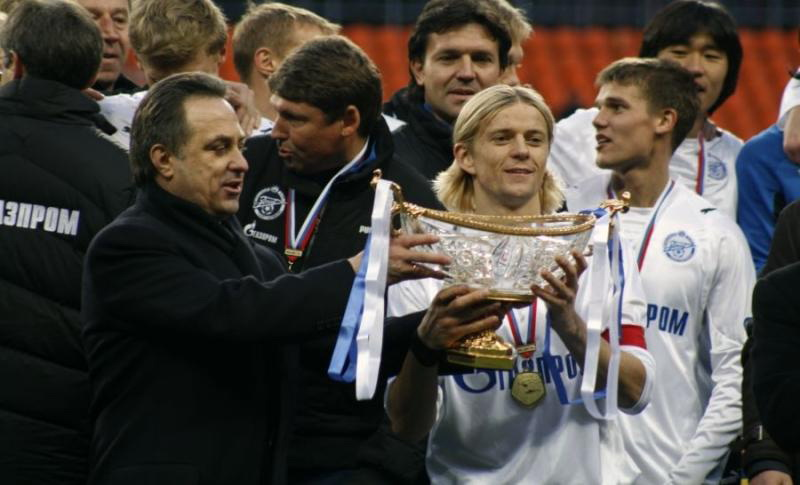
Виталий Мутко вручает кубок капитану «Зенита» Анатолию Тимощуку

Это был первый официальный матч Рашида Рахимова в качестве главного тренера «Локомотива». Полузащитник «Зенита» Владислав Радимов был удалён за разговоры с судьёй на линии со скамейки запасных. Счёт в матче открыл Андрей Аршавин, воспользовавшись «ляпом» вратаря «Локомотива»: тот, готовясь выбить мяч в игру, установил его в штрафной, не заметив за спиной зенитовца. Аршавин выбежал из-за спины Ивана Левенца, подхватил мяч и без каких-либо помех закатил его в пустые ворота.
| 9 марта 2008 16:00 MSK      | \| Зенит \| 2:1 (1:0) Отчёт \| Локомотив \| \| Аршавин, 34' Погребняк, 82' \| Голы \| Родолфо, 69' \| | Лужники, Москва Зрителей: 48 000 Судья: Юрий Баскаков (Москва) |
| Зенит                       | 2:1 (1:0) Отчёт                                                                                       | Локомотив                                                      |
| Аршавин, 34' Погребняк, 82' | Голы                                                                                                  | Родолфо, 69'                                                   |

#### Суперкубок России по футболу 2015
В матче встретились чемпион России 2014/2015 — «Зенит» и обладатель Кубка России сезона 2014/15 — «Локомотив». «Зенит» выиграл титул в третий раз, победив в серии пенальти.
Первоначально предлагалось два варианта дат и мест — 12 июля в России, либо 18 или 19 декабря за границей. 23 июня на собрании собрании клубов-членов РФПЛ было принято решение о проведении матча в Химках 12 июля 2015 года на стадионе «Арена Химки». Однако РФПЛ не удалось договориться с химкинским стадионом о стоимости аренды и 25 июня матч перенесли на стадион «Петровский» в Санкт-Петербурге.
В матче не действовал лимит на легионеров..
| 12 июля 2015 18:00 (MSK) | \| Зенит \| 1:1 (0:1, 1:1, 1:1) (д. в. д. в.) отчёт \| Локомотив \| \| Смольников 83′ \| Голы \| Ниассе 28′ \| | Петровский, Санкт-Петербург Зрителей: 17 337 Судья: Алексей Николаев (Москва) |
| Зенит                    | 1:1 (0:1, 1:1, 1:1) (д. в. д. в.) отчёт                                                                        | Локомотив                                                                     |
| Смольников 83′           | Голы | Ниассе 28′                                                                    |

|                                                                             |     | Пенальти                                                                     |
| Халк · Аксель Витсель · Кристиан Ансальди · Олег Шатов · Доменико Кришито · | 4:2 | Максим Григорьев · Александр Самедов · Неманья Пейчинович · Ведран Чорлука · |

#### Чемпионский матч 2018
5 мая 2018 года состоялся матч 29 тура РПЛ, по итогам которого за один тур до конца турнира чемпионом России стал «Локомотив», единственный гол забил Эдер.
| 5 мая 2018 16:30 (MSK) | \| Локомотив \| 1:0 (0:0) Отчёт \| Зенит \| \| Эдер 87′ \| Голы \| \| | РЖД Арена Зрителей: 26 109 Судья: Сергей Иванов (Ростов-на-Дону) |
| Локомотив              | 1:0 (0:0) Отчёт                                                       | Зенит                                                            |
| Эдер 87′               | Голы                                                                  |                                                                  |

#### Суперкубок России по футболу 2019
В матче за Суперкубок России по футболу 6 июля 2019 года на стадионе «ВТБ Арена» встречались чемпион России 2018/19 «Зенит» и обладатель Кубка России 2018/19 «Локомотив». Победителем стал московский «Локомотив». Для «Локомотива» это было седьмое участие в розыгрыше Суперкубка, а сам футбольный клуб до этого уже дважды становился обладателем трофея в 2003 и 2005 годах. «Зенит» также в седьмой раз принимал участие в этом турнире; на его счету было четыре победы — в 2008, 2011, 2015 и 2016 годах.
| 6 июля 2019 19:00 (MSK) | \| Зенит \| 2:3 (1:1) Отчёт \| Локомотив \| \| Азмун 45+2′, 52′ \| Голы \| 6′ Смолов · 78′, 81′ Ал. Миранчук \| | «Динамо им. Льва Яшина» Зрителей: 21 382 Судья: Сергей Лапочкин (Санкт-Петербург) |
| Зенит                   | 2:3 (1:1) Отчёт                                                                                                 | Локомотив                                                                         |
| Азмун 45+2′, 52′        | Голы | 6′ Смолов · 78′, 81′ Ал. Миранчук                                                 |

#### Суперкубок России по футболу 2020
В матче за Суперкубок России по футболу 2020 встречались чемпион России 2019/20 и обладатель Кубка России 2019/20 «Зенит» и серебряный призёр чемпионата «Локомотив». Матч за звание обладателя трофея прошёл 7 августа на стадионе «ВЭБ Арена». Для «Локомотива» это стало восьмым участием в розыгрыше Суперкубка, а сам футбольный клуб до этого уже трижды становился обладателем трофея в 2003, 2005 и 2019 годах. «Зенит» также в восьмой раз принимал участие в розыгрыше трофея; на его счету было четыре победы — в 2008, 2011, 2015 и 2016 годах.
Победу со счётом 2:1 одержал петербургский клуб, это принесло ему пятый титул обладателя Суперкубка России.
| 7 августа 2020 19:00 (MSK) | \| Зенит \| 2:1 (1:0) \| Локомотив \| \| Дзюба 14′ · Оздоев 69′ \| Голы \| Чорлука 72′ \| | ВЭБ Арена Зрителей: 5942 Судья: Михаил Вилков (Нижний Новгород) |
| Зенит                      | 2:1 (1:0)                                                                                 | Локомотив                                                       |
| Дзюба 14′ · Оздоев 69′     | Голы                                                                                      | Чорлука 72′                                                     |

#### Чемпионский матч 2021
2 мая 2021 года состоялся матч 28 тура РПЛ, в котором встречались шедший на первом месте «Зенит» и занимавший второе место с отставанием в 6 очков «Локомотив». Игра закончилась победой петербуржцев с крупным счетом 6:1. В результате «Зенит» за два тура до завершения турнира завоевал седьмой титул чемпиона России и восьмой с учётом чемпионатов СССР.
| 2 мая 2021 19:00 (MSK)                             | \| Зенит \| 6:1 (3:0) Отчёт \| Локомотив \| \| Дзюба 19′, 51′ · Азмун 39′, 45+′, 46′ · Малком 67′ \| Голы \| Камано 56′ \| | Газпром Арена Зрителей: 39 793 Судья: Сергей Карасёв (Москва) |
| Зенит                                              | 6:1 (3:0) Отчёт | Локомотив                                                     |
| Дзюба 19′, 51′ · Азмун 39′, 45+′, 46′ · Малком 67′ | Голы | Камано 56′                                                    |

#### Суперкубок России по футболу 2021
В матче за Суперкубок России по футболу 2021 встретились чемпион России 2020/21 «Зенит» и обладатель Кубка России 2020/21 «Локомотив». Матч, который прошёл 17 июля в Калининграде на одноимённом стадионе, выиграл «Зенит».
Для «Локомотива» это стало девятым (и пятым подряд с 2017 года) участием в розыгрыше Суперкубка, клуб до этого трижды становился обладателем трофея в 2003, 2005 и 2019 годах. «Зенит» также в девятый раз принял участие в этом турнире; на его счету пять побед — в 2008, 2011, 2015, 2016 и 2020 годах. Суперкубок 2021 стал третьим подряд, разыгранным между «Зенитом» и «Локомотивом».
| 17 июля 2021 19:00 (MSK)            | \| Зенит \| 3:0 (1:0) \| Локомотив \| \| Кузяев 27′ · Азмун 57′ · Ерохин 83′ \| Голы \| \| | Калининград Зрителей: 16 388 Судья: Павел Кукуян (Сочи) |
| Зенит                               | 3:0 (1:0)                                                                                  | Локомотив                                               |
| Кузяев 27′ · Азмун 57′ · Ерохин 83′ | Голы                                                                                       |                                                         |

#### Чемпионский матч 2022
30 апреля 2022 года состоялся матч 27 тура РПЛ, в котором встречались шедший на первом месте «Зенит» и занимавший пятое место с отставанием в 17 очков «Локомотив». Игра закончилась победой петербуржцев со счетом 3:1. В результате «Зенит» за три тура до завершения турнира завоевал восьмой титул чемпиона России и девятый с учётом чемпионатов СССР.
| 30 апреля 2022 19:30 (MSK)              | \| Зенит \| 3:1 (2:1) Отчёт \| Локомотив \| \| Сергеев 28′ · Малком 42′ · Мостовой 77′ \| Голы \| Керк 4′ \| | Газпром Арена Зрителей: 47 584 Судья: Владимир Москалёв (Воронеж) |
| Зенит                                   | 3:1 (2:1) Отчёт                                                                                              | Локомотив                                                         |
| Сергеев 28′ · Малком 42′ · Мостовой 77′ | Голы | Керк 4′                                                           |

### Противостояние болельщиков
В течение значительной части истории клубов между фанатами «Зенита» и «Локомотива» были нейтральные отношения. Однако в XXI веке в связи с ростом фанатского движения железнодорожников, а также усиления турнирных результатов петербуржцев и соответственно спортивного аспекта противостояния, отношения ухудшились. С точки зрения представителей фанатского движения «Локомотива», «Зенит» вместе со «Спартаком» является принципиальными соперниками второго порядка после «Торпедо» и «Сатурна» (это наиболее принципиальные соперники красно-зелёных).

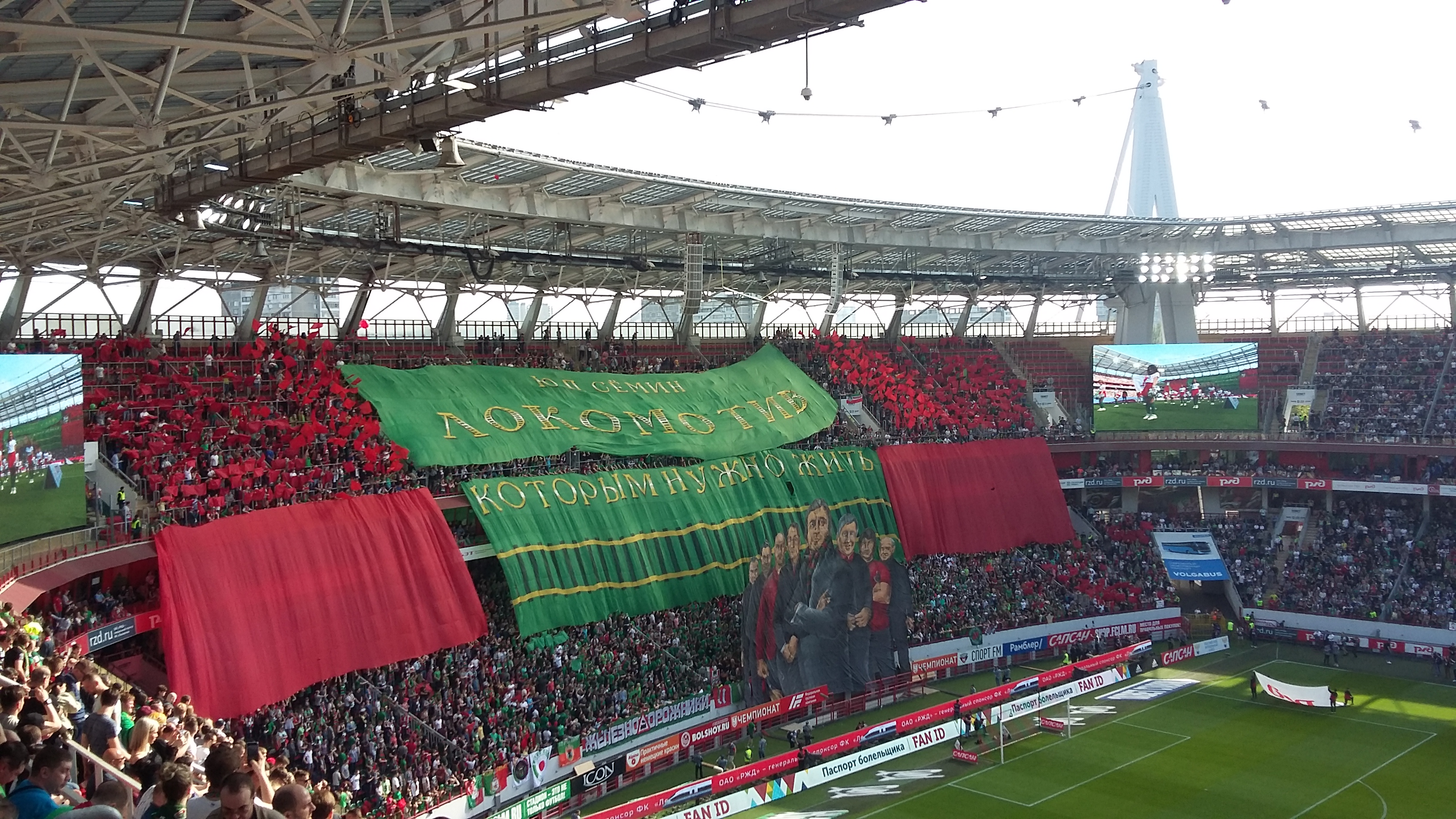
Перфоманс болельщиков «Локомотива» в чемпионском матче 5 мая 2018

Начиная с 2000-х стали происходить столкновения сторонников клубов. Так 24 июля 2008 года на матче «Зенит» — «Локомотив» в Санкт‑Петербурге в начале второго тайма произошла массовая драка болельщиков на гостевом секторе, куда проникли питерские фанаты. В результате беспорядков три человека получили ранения. Драку удалось прекратить благодаря вмешательству сотрудников правоохранительных органов. При этом 42 болельщика «Локомотива» были задержаны.
В СМИ также активно освещался эпизод 29 февраля 2020 года, когда фанат «Зенита» каким-то образом проник на гостевой сектор, причём в одиночку. Ультрас «Локо» сразу заметили болельщика соперников, перелезли через ограждения и начали его жестоко избивать. Драка продолжалась на протяжении 15 секунд, пока фанаты «железнодорожников» не вернулись восвояси, скорее всего, заметив сотрудников правоохранительных органов.
Во время матча 6-го тура чемпионата России 2020/21 на стадионе «РЖД Арена» произошла стычка болельщиков, на трибуну заходили ОМОН, представители полиции и стюарды. После матча в хинкальной на улице Халтуринской произошло нападение фанатов «Локомотива» на представителей петербургской группы «Ландскрона».

## Стадионы
Соперничество «Зенита» и «Локомотива» в настоящее время проходят на следующих домашних для каждого клуба аренах.
| Зенит (Санкт-Петербург) | Зенит (Санкт-Петербург) | Локомотив (Москва)  | Локомотив (Москва)  |
| ----------------------- | ----------------------- | ------------------- | ------------------- |
| Газпром Арена           | Газпром Арена           | РЖД Арена           | РЖД Арена           |
| Вместимость: 62 315     | Вместимость: 62 315     | Вместимость: 27 320 | Вместимость: 27 320 |
|                         |                         |                     |                     |

В истории противостояния клубы провели 122 официальных матча на следующих стадионах:
| Стадион                                          | Город                     | Количество игр |
| ------------------------------------------------ | ------------------------- | -------------- |
| Петровский/Стадион имени Ленина                  | Санкт-Петербург/Ленинград | 29             |
| имени Кирова                                     | Ленинград                 | 23             |
| РЖД Арена/Локомотив (2002)                       | Москва                    | 23             |
| Локомотив (1966)                                 | Москва                    | 18             |
| Динамо                                           | Москва                    | 13             |
| Газпром Арена                                    | Санкт-Петербург           | 8              |
| Центральный стадион им. В. И. Ленина/БСА Лужники | Москва                    | 4              |
| Динамо                                           | Ленинград                 | 3              |
| Сталинец                                         | Москва                    | 2              |
| ВЭБ Арена                                        | Москва                    | 1              |
| Республиканский стадион им. Н. С. Хрущева        | Киев                      | 1              |
| Спортивно-концертный комплекс им. В. И. Ленина   | Ленинград                 | 1              |
| Калининград                                      | Калининград               | 1              |

## Трофеи
Ниже представлена таблица, иллюстрирующая количество добытых каждым из клубов трофеев в советский и российский периоды их истории.
|                               | Зенит                                                                                      | Локомотив                                                                                |
| ----------------------------- | ------------------------------------------------------------------------------------------ | ---------------------------------------------------------------------------------------- |
| Чемпион СССР                  | 1 раз: 1984                                                                                | нет                                                                                      |
| Обладатель Кубка СССР         | 1 раз: 1944                                                                                | 2 раза: 1936, 1957                                                                       |
| Обладатель Кубка сезона       | 1 раз: 1985                                                                                | нет                                                                                      |
| ВСЕГО в СССР                  | 3                                                                                          | 2                                                                                        |
| Чемпион России                | 10 раз: 2007, 2010, 2011/12, 2014/15, 2018/19, 2019/20, 2020/21, 2021/22, 2022/23, 2023/24 | 3 раза: 2002, 2004, 2017/18                                                              |
| Обладатель Кубка России       | 5 раз: 1998/99, 2009/10, 2015/16, 2019/20, 2023/24                                         | 9 раз: 1995/96, 1996/97, 1999/2000, 2000/01, 2006/07, 2014/15, 2016/17, 2018/19, 2020/21 |
| Обладатель Суперкубка России  | 9 раз: 2008, 2011, 2015, 2016, 2020, 2021, 2022, 2023, 2024                                | 3 раза: 2003, 2005, 2019                                                                 |
| Обладатель Кубка Премьер-лиги | 1 раз: 2003                                                                                | нет                                                                                      |
| Обладатель Кубка УЕФА         | 1 раз: 2007/08                                                                             | нет                                                                                      |
| Обладатель Суперкубка УЕФА    | 1 раз: 2008                                                                                | нет                                                                                      |
| ВСЕГО в России                | 27                                                                                         | 15                                                                                       |
| ВСЕГО                         | 30                                                                                         | 17                                                                                       |

Обе команды входят в число наиболее титулованных в России. Так «Зенит» занимает первое место в российский период истории и третье за все время. «Локомотив» соответственно четвёртое и пятое места.

## Общие игроки и тренеры

### Футболисты, игравшие за оба клуба
| Игрок                | Дата рождения | Выступления за «Зенит»     | Выступления за «Зенит» | Выступления за «Зенит» | Выступления за «Локомотив» | Выступления за «Локомотив» | Выступления за «Локомотив» |
| Игрок                | Дата рождения | Годы                       | Матчи                  | Голы                   | Годы                       | Матчи                      | Голы                       |
| -------------------- | ------------- | -------------------------- | ---------------------- | ---------------------- | -------------------------- | -------------------------- | -------------------------- |
| Георгий Ерфилов      | 26.03.1912    | 1938                       | 2                      | 0                      | 1945                       | 13                         | 1                          |
| Николай Самарин      | 04.12.1924    | 1953—1956                  | 93                     | 1                      | 1944—1946                  | 28                         | 1                          |
| Валентин Сидоров     | 1925          | 1947—1948                  | 21                     | 0                      | 1953                       | 4                          | 0                          |
| Михаил Родин         | 28.11.1927    | 1955—1956                  | 26                     | 1                      | 1953                       | 2                          | 0                          |
| Фатых Фахурдинов     | 03.01.1935    | 1954                       | 1                      | 0                      | 1960—1961                  | 7                          | 1                          |
| Владимир Востроилов  | 11.03.1936    | 1962—1967                  | 140                    | —164                   | 1956—1957                  | 8                          | —6                         |
| Василий Данилов      | 13.05.1941    | 1961—1968                  | 172                    | 6                      | 1969                       | 12                         | 0                          |
| Борис Кох            | 07.01.1942    | 1970—1973                  | 115                    | 23                     | 1967—1969                  | 81                         | 26                         |
| Николай Маслов       | 02.09.1947    | 1970                       | 29                     | 1                      | 1972—1974                  | 62                         | 0                          |
| Валерий Попелнуха    | 06.04.1963    | 1989                       | 21                     | 2                      | 1984                       | 27                         | 5                          |
| \ Сергей Подпалый    | 13.09.1963    | 1988, 1989—1990            | 81                     | 2                      | 1991—1994                  | 83                         | 14                         |
| \ Дмитрий Быстров    | 30.07.1967    | 1995—1996                  | 46                     | 1                      | 1984—1985                  | 36                         | 0                          |
| \ Борис Никитин      | 11.08.1967    | 1987                       | 8                      | 0                      | 1992                       | 10                         | 0                          |
| Олег Ерёмин          | 28.10.1967    | 1995—1996                  | 36                     | 2                      | 1997                       | 1                          | 0                          |
| \ Бранислав Иванович | 22.02.1984    | 2017—2020                  | 125                    | 12                     | 2006—2007                  | 71                         | 7                          |
| Ренат Янбаев         | 07.04.1984    | 2012                       | 13                     | 1                      | 2007—2012, 2013—2017       | 236                        | 2                          |
| Игорь Денисов        | 17.05.1984    | 2002—2013                  | 355                    | 29                     | 2016—2019                  | 93                         | 3                          |
| Алан Касаев          | 08.04.1986    | 2005—2006                  | 3                      | 0                      | 2014—2017                  | 83                         | 9                          |
| Игорь Смольников     | 08.08.1988    | 2013—2020                  | 200                    | 10                     | 2008, 2010, 2023           | 26                         | 0                          |
| Артём Дзюба          | 22.08.1988    | 2015—2017, 2018—2022       | 249                    | 108                    | 2023—2024                  | 39                         | 12                         |
| Дмитрий Полоз        | 12.07.1991    | 2017—2018                  | 31                     | 3                      | 2009                       | 1                          | 0                          |
| Магомед Оздоев       | 05.11.1992    | 2018—2022                  | 116                    | 8                      | 2010—2014                  | 68                         | 3                          |
| Лука Джорджевич      | 09.07.1994    | 2012—2013, 2016—2017, 2019 | 30                     | 3                      | 2019                       | 5                          | 0                          |
| Зелимхан Бакаев      | 01.07.1996    | 2022—2023                  | 34                     | 3                      | 2025—н. в.                 | 1                          | 1                          |
| Максим Глушенков     | 28.07.1999    | 2024—н. в.                 | 26                     | 11                     | 2023—2024                  | 54                         | 13                         |
| Вильсон Изидор       | 27.08.2000    | 2023—2024                  | 26                     | 4                      | 2022—2023                  | 41                         | 18                         |

## Результаты матчей
Общая статистика результатов противостояния клубов следующая:
| Турнир              | Победы «Зенита» | Ничьи | Победы «Локомотива» | Разница мячей |
| ------------------- | --------------- | ----- | ------------------- | ------------- |
| ЧСССР (Высшая лига) | 23              | 13    | 22                  | 91—82         |
| ЧСССР (Первая лига) | 0               | 1     | 1                   | 1—2           |
| КСССР               | 1               | 0     | 1                   | 4—3           |
| ЧР                  | 19              | 16    | 16                  | 76—67         |
| КР                  | 0               | 1     | 1                   | 0—4           |
| СКР                 | 3               | 1     | 1                   | 10—6          |
| Итого               | 46              | 32    | 42                  | 182—164       |

Примечание. Учитываются результаты матчей в основное и дополнительное время. Серии пенальти не учитываются, как в разнице мячей, так и исходах поединков.

## Рекорды
За историю соперничества «Зенита» и «Локомотива» зафиксированы следующие рекордные результаты:
- Самая крупная победа «Локомотива» — 7:2, 6:1
- Самая крупная победа «Зенита» — 6:1 (3 раза), 5:0
- Самый результативный матч — 7:2 в пользу «Локомотива».
- Самая крупная победа «Зенита» в российский период истории — 6:1, 5:0
- Самая крупная победа «Локомотива» в российский период истории — 5:1, 4:0
- Самый результативный матч в российский период истории — 5:3
- Самая результативная ничья — 2:2
- Самая результативная ничья в советский период истории — 1:1